# Samuel Hahnemann
Christian Friedrich Samuel Hahnemann, född 10 april 1755 i Meissen i dåvarande Kurfurstendömet Sachsen, död 2 juli 1843 i Paris i Frankrike, var en tysk läkare, medicinsk skriftställare och översättare. Han är grundare av homeopatin. Gift 1835 med Melanie Hahnemann.

## Biografi
Samuel Hahnemann var från 1835 verksam i Paris. Han gjorde sig redan tidigt känd inom sinnessjukvården, kirurgins och främst läkemedelslärans områden. Vid experiment på sig själv över kinabarkens verkan trodde han sig finna återkommande feberanfall och att det mot malaria specifikt verkande läkemedlet återkom samma symtom som sjukdomen själv. Genom upprepade försök med otaliga läkemedel kom han till slutsatsen att läkemedel var verksamma mot de sjukdomar vilkas yttringar liknade dem, som visade sig hos friska efter intagandet av samma läkemedel. Denna likhetsprincip offentliggjorde han 1796 i Christoph Wilhelm Hufelands "Journal der praktischen Arzneikunde und Wundarzneikunst". 
Från början en experimentell och öppensinnad tänkare blev Hahnemann på äldre dagar en benhård dogmatiker, som för att befästa sin lära utvecklade den till ett alltmera mystiskt, spekulativt system. I Organon der rationellen Heilkunst (1810) utvecklade han sin lära om homeopatin och den minimala doseringen, vilken senare bygger på det förmodade förhållandet, att läkemedlets verkningsgrad ökas med utspädningen. 1811-20 utgav Hahnemann Reine Arzeneimittellehre (sex band) och 1828 Die chronischen Krankheiten, ihre eingentümliche Natur und homöopathische Heilung i vilken han sökte återföra alla kroniska sjukdomar i tre speciella hudåkommor: psora, syfilis och sykosis.